# Arteria gástrica derecha
La arteria gástrica derecha o arteria pilórica es una arteria que se origina, el 70% de las veces, como rama colateral de la porción hepática propia de la arteria hepática, y, el resto de las veces, de la arteria hepática común o la arteria gastroduodenal. No presenta ramas importantes. Junto con la arteria gástrica izquierda forma el arco arterial de la curvatura menor del estómago (también llamado círculo arterial de la curvatura menor).

## Distribución
Distribuye sangre hacia la curvatura menor del estómago.

## Recorrido
La arteria gástrica derecha suele nacer de la arteria hepática, por encima del píloro; desciende hacia el extremo pilórico del estómago, y luego pasa de derecha a izquierda a lo largo de la curvatura menor del estómago, suministrándole ramas y anastomosándose con la arteria gástrica izquierda.

## Imágenes

Suministro sanguíneo del estómago: las arterias gástrica izquierda y derecha, las arterias gastroepiploica derecha e izquierda y las arterias gástricas cortas.

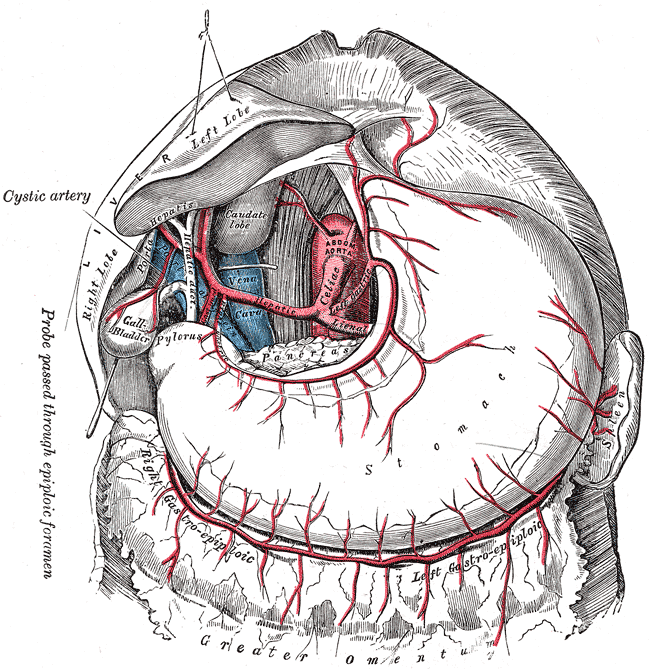
La arteria celíaca y sus ramas; el hígado se ha levantado, y el omento menor (epiplón menor) y la capa anterior del omento mayor (epiplón mayor) han sido retirados.
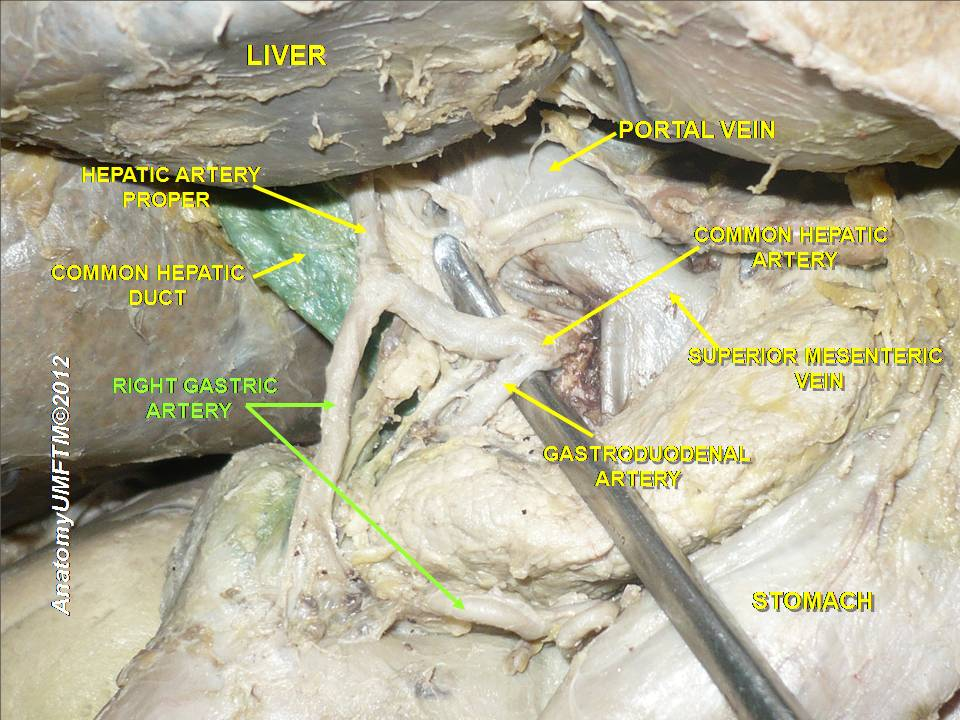
Arteria gástrica derecha en una disección.